# Sant Cristòfol de Begues
|  | No s'ha de confondre amb Església antiga de Sant Cristòfol de Begues. |

Sant Cristòfol de Begues és una església edificada a mitjans del segle XX al municipi de Begues (Baix Llobregat). És una obra inclosa en l'Inventari del Patrimoni Arquitectònic de Catalunya.

## Descripció
La moderna parròquia dedicada, com l'antiga, a Sant Cristòfol, obra dels anys seixanta. És d'una sola nau, il·luminada per uns ulls de bou alts que hi ha sobre les capelles laterals obertes a la nau per arcades de mig punt.